# マヌエル・ポンセ
マヌエル・マリア・ポンセ・クエラル（Manuel María Ponce Cuéllar, 1882年12月8日 - 1948年4月24日）は、メキシコの作曲家・音楽教師、ピアニスト。後期ロマン派音楽の作曲様式から新古典主義に転じた。

## 経歴
サカテカス州フレスニージョで生まれたが、生後間もなくアグアスカリエンテスへ移った。地方の聖堂で教育を受けつつ、16歳で教会の正オルガニストを務めるなど音楽の才能をあらわし、その後18歳からメキシコシティ国立音楽院で学んだ。1905年に渡欧、ボローニャとベルリンに留学し、リストの弟子のマルティン・クラウゼにピアノを師事した。1907年に帰国して、母校で教鞭を執り始める。この時期の門人にカルロス・チャベスがいた。ピアニストとしては、ドビュッシーなどの作品の紹介に努めた。メキシコ革命の混乱を避けて1915年から1917年までキューバに滞在し、この間にニューヨークで作曲家・演奏家としてデビューを果たした。その後メキシコに戻って国立交響楽団の指揮者を務め、フランス出身の女性歌手と結婚する。1925年から再び渡欧し、パリ音楽院でポール・デュカに作曲を師事、また同地でギター奏者のアンドレス・セゴビアと親交を結ぶ。短期間ではあったがナディア・ブーランジェにも師事している。1933年に帰国し、メキシコ大学や母校で教鞭を執る一方、ピアニスト、指揮者としても活躍した。
晩年は腎臓病、リウマチに苦しんだ。1948年、ミゲル・アレマン大統領から「芸術科学国家賞」を音楽家として初めて受賞したが、間もなくメキシコシティで尿毒症により死去した。翌1949年、メキシコ国立芸術院のホールが "Sala Manuel M. Ponce" と命名された。メキシコシティのパンテオン・シビル・デ・ドロレスに埋葬されている。
ポンセは今日、ヤッシャ・ハイフェッツの編曲でヴァイオリン小品として有名になった歌曲『小さな星（エストレリータ）』（Estrellita）の作者として有名である（詞も彼自身による）。しかし、新古典主義様式でヴァイオリン協奏曲やギター協奏曲『南の協奏曲』（Concierto del Sur, 1941年）などの大作も残した。初期のピアノ協奏曲は、シューマンを思わせる叙情性と情熱的な表現によって、ロマン派音楽の伝統で作曲されている。この他にも、ロマン派から印象派までの影響を受けたマズルカなどの舞曲、演奏会用練習曲、変奏曲やフーガなどのピアノ曲を多数残しているが、失われた曲も多いとされる。
しかしポンセのオリジナルな器楽曲として有名なのはギター作品で、とりわけ、『「ラ・フォリア」を主題とする変奏曲とフーガ』（1929年）や、シューベルト没後100周年を記念する『ロマンティックなソナタ』（Sonata Romantica, 1927年 - 1929年）、『ギター・ソナタ第3番』（Sonata III, 1927年）、『南国のソナチネ』（Sonatina Meridional, 1939年）は、セゴビアの演奏技巧を考慮して作曲されており、ギター演奏家に人気がある。
ポンセはヨーロッパ仕込みの洗練された作風で知られ、創作の素材としてはスペイン征服後の民謡を多く用いた（ピアノ用に2曲残した『メキシコ狂詩曲』（1911年／1913年）など）。しかし、後年には教育用の『20のやさしい小品集』（1939年）において先住民族の民謡を素材として用いている。また、フランス留学後は新古典主義、多調などを取り入れた先鋭的な作風に転じた。

## 主要作品

### 管弦楽曲
- 弦楽のための『夜の印象』
- 交響的三部作『チャプルテペク』

### 協奏曲
- ピアノ協奏曲第1番（スペイン語版）『ロマンティック』
- 南の協奏曲（スペイン語版）
- ヴァイオリン協奏曲

### 室内楽曲
- チェロソナタ
- 弦楽四重奏曲
- ピアノ三重奏曲『ロマンティック』
- ギターとチェンバロのためのソナタ

### ピアノ曲
- ピアノソナタ（2曲、第1番は紛失）
- メキシコ狂詩曲（2曲）
- 間奏曲（3曲）
- 演奏会用練習曲（12曲、7曲現存）
- マズルカ（20曲現存）
- メキシコ風バラード
- キューバ狂詩曲（3曲、第1番のみ現存）
- キューバ組曲
- 4つの小品（複調の組曲）
- ソナチネ
- 4つのメキシコ舞曲集
- 左手のための『マルグレ・トゥー』（ヘスース・コントレーラスの思い出に）
- J・S・バッハの主題による序奏、前奏曲とフーガ
- ヘンデルの主題による前奏曲とフーガ

### ギター曲
- 「ラ・フォリア」を主題とする変奏曲とフーガ
- ソナタ・メヒカーナ
- ロマンティックなソナタ
- ギター・ソナタ第3番
- 南国のソナチネ
- 24の前奏曲
- 4つの小品
- カベソンの主題による変奏曲
  - 遺作。

### 歌曲
- エストレリータ
- 多数の民謡の編曲

## 文献
- Corazón Otero: Manuel M. Ponce y la guitarra, Mexico 1980. First published in English by Musical New Services Limited, UK in 1983, 1994 ISBN 0-933224-84-2
- "Andrés Segovia, Manuel M. Ponce, Miguel Alcázar, Peter Segal: "The Segovia - Ponce Letters", Columbus, OH, Editions Orphée, 1989 ISBN 0-936186-29-1
- Ricardo Miranda Pérez, Grove Music Online
- Jorge Barrón Corvera: "Manuel María Ponce: A Bio-Bibliography", Westport, CT, Praeger, 2004 ISBN 0-313-31823-9
- Henderson, John. A Directory of Composers for Organ, Third Revised and Enlarged Edition. John Henderson (Publishing) Ltd., 2005, p. 585, ISBN 0-9528050-2-2, (Ponce entry page 585)
- Vinton, John ed. Dictionary of Contemporary Music, E.P. Dutton & Co., 1974, p. 581-582, ISBN 0-525-09125-4, (Ponce entry page 581 / page 582)
- Randel, Don Michael. Harvard Concise Dictionary of Music, The Belknap Press of Harvard University Press, 1978 (Second printing 1979), p. 397, ISBN 0-674-37471-1, (Ponce entry page 397)